# Pereza (banda)
Pereza fue un grupo musical de rock español compuesto por Rubén Pozo y Leiva, originarios ambos del barrio madrileño de la Alameda de Osuna; que estuvo activo de 2001 a 2012.
Grabaron seis discos: Pereza, Algo para cantar, Animales, Los amigos de los animales (disco recopilatorio publicado en 2006 en el que colaboraron artistas como Amaral, Bunbury o Ariel Rot), Aproximaciones publicado en 2007, Aviones, publicado en 2009, y un último álbum recopilatorio en el que se incluyen además dos discos inéditos: Mama, quiero ser una estrella del rock'n roll y Baires, grabado y editado en Argentina.
También editaron dos DVD: el primero, Algo para encantar en el que se incluyen los videoclips de su disco anterior Algo para cantar y algunos temas en directo, y Barcelona, un DVD con un concierto en directo en dicha ciudad acompañado de un compact disc titulado Rarezas, que incluye temas inéditos desde el inicio de la banda.

## Historia

### Inicios. Pereza (año 2001)
El proyecto nació en 1998, cuando el bajista Leiva, el batería Tuli y Ernesto plantearon a Rubén, que acababa de dejar el grupo Buenas Noches Rose; unirse a ellos como guitarrista para hacer hacer versiones del grupo Leño.
En 1999 dieron su primera actuación, bajo el nombre de Sodoma y Chabola, en la sala Siroco de Malasaña tocando temas de Leño. En sus primeroas actuaciones llegaron a ser banda de acompañamiento del crítico musical y antiguo cantante de los Desperados Fernando Martín, hermano del guitarrista Guille Martín. Una vez Rubén se unió definitivamente al grupo, les enseñó una canción que había estado creando llamada «Pereza», y así se decidieron a crear sus propios temas, de influencia setentera, de Marc Bolan y los Stones, Burning y Tequila; con un estilo pop.
En un principio, la posibilidad de ganarse la vida con la música era muy remota. Rubén ganaba dinero pintando el asfalto de las carreteras, y Leiva se buscaba el dinero repartiendo pizzas o como jardinero, y un verano acompañó a Rubén pintando carreteras. Con ese dinero pagaban el alquiler del local de ensayo y los instrumentos.
Un cazatalentos de RCA Records los vio en directo y los fichó para la multinacional con la que en 2001 editaron su primer disco homónimo, con el que actúan como teloneros de Porretas, Los Enemigos o Siniestro Total. También colaboran en varios recopilatorios: en el solidario Patitos Feos hacen el clásico infantil televisivo «La Bruja Avería», en Calaveras y Diablitos el inédito «En donde estés», y en el homenaje a Hombres G «Voy a pasármelo bien», canción que terminaría dando título al álbum tributo.

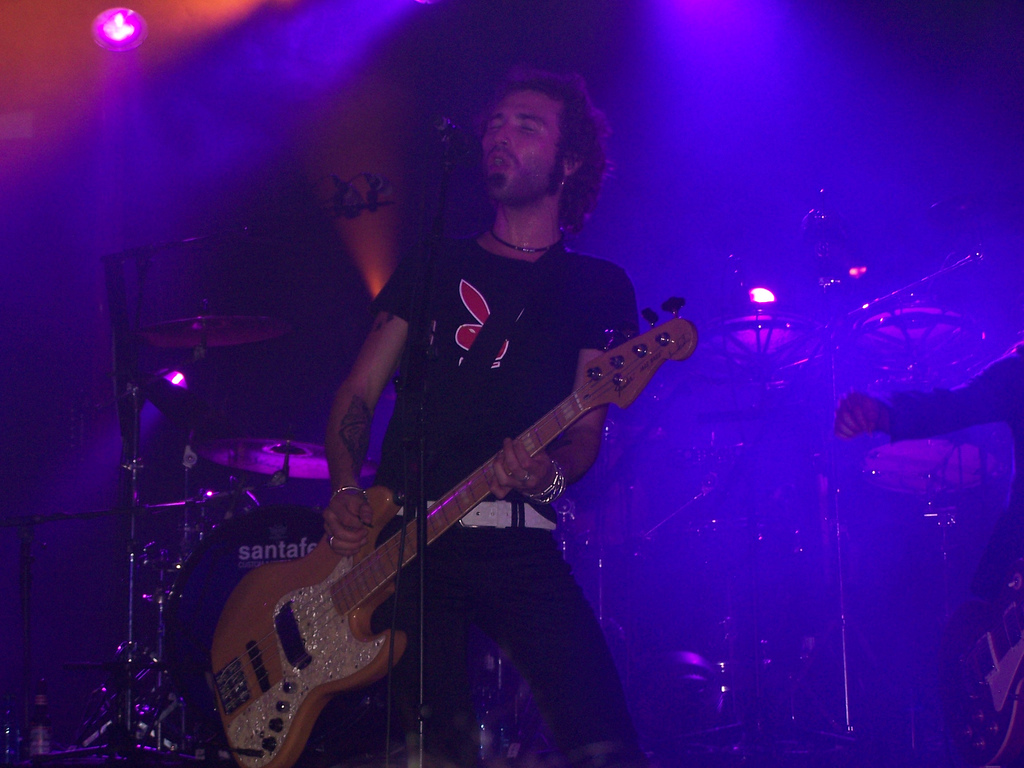
Leiva durante un concierto

### Algo para cantar (2003)
Con su segundo disco de 2003, Algo para cantar, ya como dúo, con Leiva (batería, bajo, guitarra y voz) y Rubén (guitarra y voz); llegan a telonear a Bon Jovi y graban el videoclip del tema «Yo pienso en aquella tarde» con la colaboración de David Summers y Dani Martín, vocalistas de Hombres G y El Canto del Loco respectivamente.

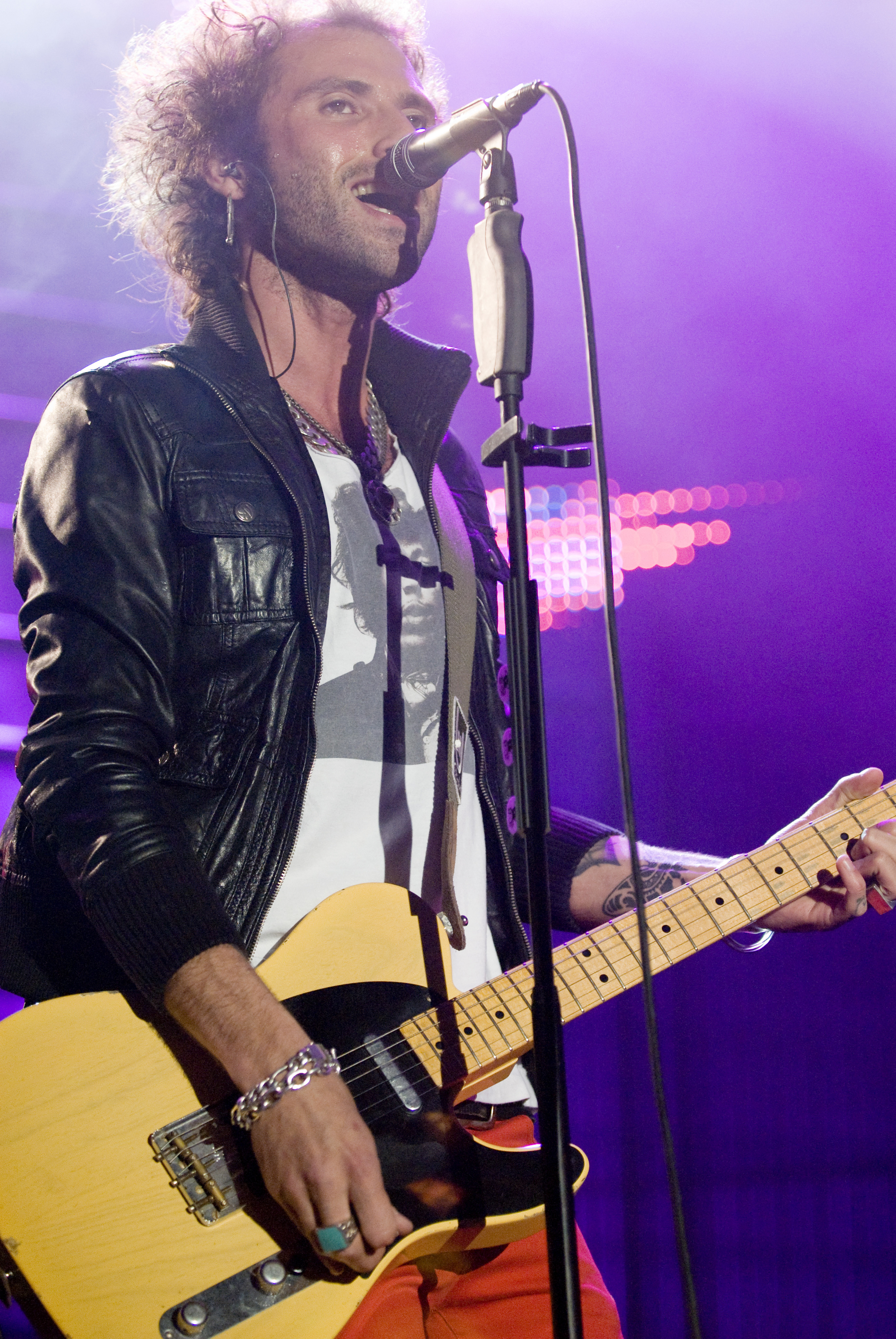
Leiva con Pereza en 2008

### Animales (2005)
En 2005 editan Animales, producido por Nigel Walker (Bob Dylan, Tom Petty, Aerosmith). El sencillo «Princesas», al que seguiría «Todo», los sitúa en el mapa de la radio fórmula comercial.
A finales de ese mismo año participan junto a Iván Ferreiro, Xoel López, Quique González, Juan Aguirre y Eva Amaral en el proyecto de la SGAE, Laboratorio Ñ, encerrándose en una casa de Buenos Aires para compartir ideas y componer.
En los X Premios de la Música 2006 como en los Premios 40 Principales 2006, son nominados a mejor grupo de pop-rock mejor canción y mejor álbum de pop. Asimismo, en los MTV Europe Music Awards, son nominados a mejor artista español.

### Amigos de los animales (2006)
En su siguiente disco de 2006, Los amigos de los animales, graban de nuevo temas aparecidos en sus tres primeros discos con diverson artistas de su generación como: Amaral, Pastora, Deluxe, Sidonie, Iván Ferreiro y Quique González, y por otro lado veteranos como: Enrique Bunbury, Carlos Tarque, Burning, Christina Rosenvinge, Coque Malla, Kevin Johansen y Ariel Rot; o también Los Delinqüentes, Alba Molina y Niño Josele.
En los XI Premios de la Música 2007 son los ganadores del premio al mejor álbum de pop y las ventas de Animales casi rozan el Disco de Platino.
Como culminación a la gira, la banda idea una serie de puntuales conciertos en forma de unplugged. De la actuación del Teatro Tívoli se extrae el material que compone su DVD de 2006 Barcelona, que se completa con un CD de rarezas que incluye inéditos, tomas caseras y hasta una versión de Barricada, «No sé qué hacer contigo».
Antes de trabajar en su nuevo trabajo, el grupo colaboró con diferentes artistas: en el disco Dúos, tríos y otras perversiones de Ariel Rot participan en «Canal 69», con Burning cantan «Mueve tus caderas» en la discoteca Joy Eslava a principios de 2007, durante la presentación de "Dulces dieciséis", y en el mismo lugar se hacen "Cuatro rosas" con Jaime Urrutia para el directo "En Joy", en el estadio Vicente Calderón interpretan junto a Loquillo "Rock 'n' Roll Star", durante la celebración del cuadragésimo aniversario de Los 40 Principales.

### Barcelona (DVD + CD "Rarezas") - 2006
Un DVD grabado en el Teatro Tívoli de Barcelona, que además de incluir nuevas versiones de temas antiguos, contiene un CD titulado “Rarezas”, repleto de canciones inéditas. En el desplegable de su interior nos encontramos con parte de la historia de la banda, incluido un post it escrito por José María Cámara, presidente de BMG, dirigido a un colega de la discográfica en el que le pide que firme el precontrato para la grabación del primer disco.
Créditos:
Leiva (guitarra acústica y voz), Rubén (guitarra acústica y voz), Pitu (guitarra eléctrica), Rober Aracil (batería), Manolo Mejías (bajo), Ángel Samos (piano y hammond), Luismi “Huracán Ambulante” (percusión), Miguel Malca (jefe de producción), Kikin (stage manager), Carlos Hernández (técnico de sonido), George Gran (road manager), Sexi Sabih (técnico de backline), Miguel Ángel López (técnico de monitores), Alfonso Valverde (técnico de luces), Mónica Esteban (técnico de escenario), Javier Valverde (jefe de equipo), Tua (sonido y luces), Jorge Gutiérrez (auxiliar de sonido), Carlos, David y Tony (auxiliares de iluminación) y Miguel, Antonio y Ricardo (transporte).

### Aproximaciones (2007)
Vuelven a recurrir al productor y para mediados del 2007 tiene listo su nuevo disco, del cual se extrae un primer sencillo, “Aproximación”, cuya sedosidad les hace, por una ocasión, sonar más beattlemanos que stonianos. El resto del álbum certifica su continuo crecimiento como compositores y como grupo de rock. Ya nadie les compara con otros que no sean ellos mismos, y se constata el triunfo de sus letras sencillas, y desamores, sus melodías impagables y su pegajoso groove. En el disco, grabados casi todos los instrumentos (una vez más) por ellos mismos, destaca, por entrañable, la colaboración del mítico guitarrista ex -Stone Mick Taylor. A partir de ahora Rubén y Leiva cantarán y tocarán las guitarras, y el resto de la formación se completa con Rober (batería), Luismi (percusión), Pop (teclados) y Manuel Mejías (bajo).
Los cinco singles de este álbum fueron Aproximación, Estrella polar, Tristeza, Por mi tripa y Margot.
El videoclip de Margot generó gran polémica ya que aparece una mujer masturbándose sobre una cama durante los tres minutos que dura la canción.
Su director Cristian Titán Pozo (hermano de Rubén) respondió a la polémica diciendo que "en este país se pueden ver vídeos de muertos o de guerras pero nos escandalizamos por algo tan natural como la masturbación".

### Aviones (2009)

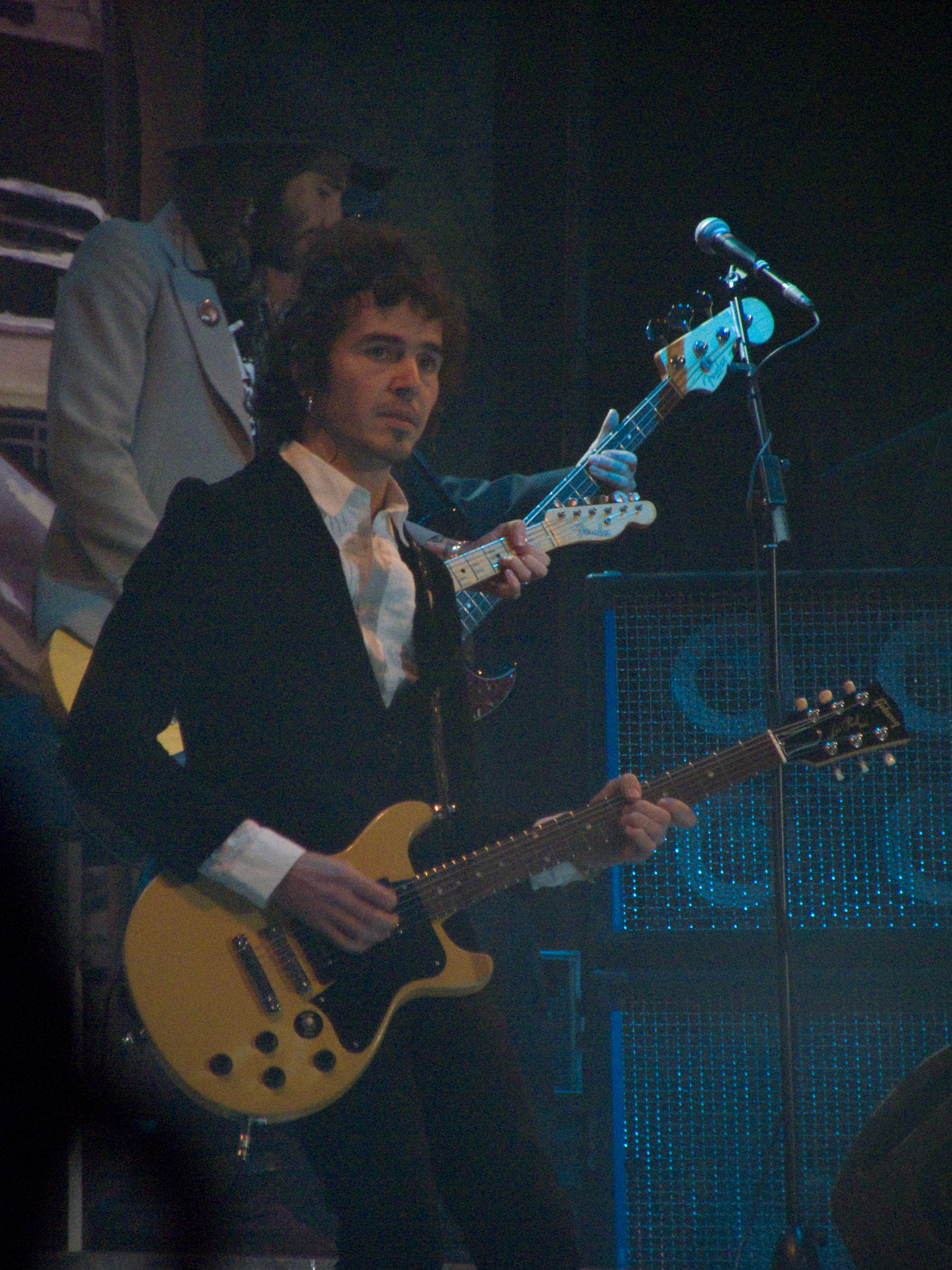
Pereza durante un concierto de la gira Vinagre y rosas de Joaquín Sabina que tuvo lugar el 15 de diciembre de 2009 en Madrid.

Su último álbum hasta el momento salió a la venta el día 26 de agosto entrando directo al N.º 1 en las listas de ventas, siendo su primer sencillo "Violento amor". Se trata del disco con aire más acústico y ritmo más suave. La producción del disco fue llevada por los propios Rubén y Leiva con la ayuda de su ingeniero de sonido Carlos Hernández mientras que de la distribución se encarga, una vez más, Sony BMG. Tuli, miembro de la banda en el primer disco, colabora en algunas canciones de Aviones ("Lady Madrid", "Leones" y "Escupe"), tocando el saxo. Hay dos colaboraciones de especial importancia: Andrés Calamaro en Amelie y Ariel Rot en Llévame al baile. En la pista 16 se incluye una versión de la canción Sr. Kiosquero de la banda de rock Argentina Intoxicados. Se trata del disco más acústico hasta la fecha. Durante este año produjeron, pusieron música y realizaron los coros del primer sencillo de Joaquín Sabina "Tiramisú de limón" de su nuevo disco "Vinagre y rosas"; colaborando de igual manera con la canción "Embustera" del mismo disco.
El segundo sencillo fue Lady Madrid y el tercero, Pirata. Para el lanzamiento de este, la página web del grupo comunicó que se grabaría una nueva versión de la canción de manera que también participase Leiva. El videoclip de nuevo sería dirigido por el director Titán Pozo.
Este álbum lo defendieron durante 2009 y 2010 en la gira "Puro Teatro Tour" (que comenzó en Úbeda, Jaén), centrada en teatros y auditorios para buscar una mayor intimidad con el público y mayor disfrute de canciones más acústicas que las de anteriores discos. Todo en fuerte contraste con Aproximaciones, que cerró gira en una rebosante [Plaza de Las Ventas] de Madrid, ante más de 16.000 personas. La gira fue evolucionando a recintos mayores (pabellones y polideportivos). El cierre y colofón fue también su mayor concierto hasta la fecha, el 18 de diciembre de 2010, en el Palacio de los Deportes de la Comunidad de Madrid, con las 19.000 entradas vendidas y un repertorio especial diseñado para la ocasión. Ese concierto puso el broche de oro al final de la carrera de la banda, que tanto Leiva como Rubén veían ya cercano.

### Diez años de Pereza (2010) y separación
Después del cierre de la gira Aviones publicaron el recopilatorio Diez años de Pereza en el que reunían 40 canciones: 25 de sus mayores éxitos y 15 rarezas, incluyendo versiones de Albert Pla, Joaquín Sabina, Extremoduro... Este doble álbum sólo estuvo disponible en venta en internet (Spotify, iTunes) y no fue publicado en formato físico.
En septiembre de 2011 la banda madrileña expresó a través de un comunicado su separación amistosa para emprender proyectos en solitario, aunque no descartaron su vuelta en un futuro. Su última actuación juntos como banda tuvo lugar en junio de 2012 en el Palacio de Vistalegre.
Desde entonces, Rubén ha publicado cuatro discos en solitario, Lo Que Más, En Marcha, Habrá que vivir, Vampiro, más uno junto con Lichis, Mesa Para Dos, y Leiva cinco álbumes titulados Diciembre, Pólvora, Monstruos, Nuclear, Cuando te muerdes el labio y Gigante y en directo Madrid Nuclear.

## Discografía

### Álbumes
- 2001: Pereza.
- 2003: Algo para cantar.

- 2003: Algo para encantar, DVD.
- 2004: Algo para cantar (edición especial).

- 2005: Animales.

- 2005: Princesas, DVD.
- 2006: Los amigos de los animales, (+DVD).
- 2006: Barcelona (DVD + CD).

- 2007: Aproximaciones.
- 2009: Mama quiero ser una estrella del rock'n'roll (Ep Cover)
- 2009: Baires, libro CD y DVD.
- 2009: Aviones. (+DVD)
- 2010: 10 años. (Recopilación)
- 2012: Esencial Pereza. (Recopilación)

### EP
- Mama, Voy A Ser Una Rock'n'roll Star (2008)

### Singles
- 2001: "Horóscopo". (Rubén)
- 2001: "Pompa de jabón". (Rubén)
- 2002: "Pienso en aquella tarde". (Leiva)
- 2003: "En donde estés". (Leiva)
- 2003: "Si quieres bailamos". (Leiva)
- 2004: "Pienso en aquella tarde", con David Summers & Dani Martín.
- 2005: "Princesas".(Leiva)
- 2005: "Lo que tengo yo adentro". (Leiva)
- 2005: "Niña de papá". (Leiva)
- 2006: "Todo". (Leiva)
- 2006: "Como lo tienes tú". (Leiva)
- 2007: "Aproximación". (Leiva)
- 2007: "Estrella polar". (César Pop)
- 2008: "Tristeza". (Leiva)
- 2008: "Por mi tripa". (Leiva)
- 2009: "Margot". (Rubén)
- 2009: "Violento amor". (Leiva)
- 2009: "Lady Madrid". (Leiva)
- 2010: "Pirata". (Rubén aunque en el videoclip también canta Leiva)

### Videos
- Algo Para Encantar (2004)

### Videos musicales
- Tristeza (2007)
- Estrella Polar (2007)
- Si Quieres Bailamos (2007)
- Margot (2008)
- Violento Amor (2010)
- Todo (2010)
- Pirata (2010)
- Aproximación (2010)

## Colaboraciones y versiones
- "Voy a pasármelo bien" (Voy a pasármelo bien) Hombres G (2002)
- "No tocarte" (Arde la calle. Un tributo a Radio Futura) Radio Futura (2004).
- "Mi enfermedad" (Calamaro querido! Cantando al salmón) Andrés Calamaro (2006).
- "Si tu quisieras" con Efecto Mariposa (2007).
- "Canal 69" (Dúos, tríos y otras perversiones) Ariel Rot (2007).
- "A un minuto de ti" (Tres noches en el Victoria Eugenia) Mikel Erentxun (2008).
- "Despertame contigo" (Todo llegará. Rebeca Jímenez.) Carlos Tarque, Pereza y Rebeca Jiménez (2009)
- "Rocanrol Bumerang" (Bienvenidos . Tributo a Miguel Ríos) Miguel Ríos (2009).
- "Tiramisú de limón" (Vinagre y rosas) Joaquín Sabina (2009).
- "Embustera" (Vinagre y rosas) Joaquín Sabina (2009).
- "Peter Pan" (Radio La Colifata presenta a El canto del loco) El Canto del Loco (2009).
- "Te extraño" junto a Ratones Paranoicos (2009)
- "La rueda mágica" (No sé si es Baires o Madrid) Fito Páez
- "Todos se van" (On the Rock) Andrés Calamaro (2010)
- "Los divinos" (On the Rock) Andrés Calamaro (2010)
- "Manos Expertas" (Solo Rot) Ariel Rot (2010)
- "Los restos del naufragio" (Hechizo. tributo a Héroes del silencio y Bunbury) (2010)
- "Oliver y Benji" con El Hombre Linterna (2011)
- "Qué hace una chica como tú en un sitio como este" con Alejo Stivel (2011)
- "Ernesto" (10 años en Sing Sing, disco tributo a Los Nikis) Los Nikis
- "Y aún arde Madrid" con Los Porretas (Porretas - 20 y Serenos(2011))

## Miembros
- Leiva (guitarra acústica y voz)
- Rubén (guitarra acústica y voz)
- Tuli (batería, saxofón)
- Pitu (guitarra eléctrica)
- Rober Aracil (batería)
- Manolo Mejías (bajo)
- Ángel Samos (piano y hammond)
- Luismi “Huracán Ambulante” (percusión)
- Miguel Malca (jefe de producción), Kikin (stage manager)
- Carlos Hernández (técnico de sonido)
- George Gran (road manager)
- Sexi Sabih (técnico de backline)
- Miguel Ángel López (técnico de monitores)
- Alfonso Valverde (técnico de luces)
- Mónica Esteban (técnico de escenario)
- Javier Valverde (jefe de equipo)
- Tua (sonido y luces)
- Jorge Gutiérrez (auxiliar de sonido)
- Carlos, David y Tony (auxiliares de iluminación)
- Miguel, Antonio y Ricardo (transporte)